# Ermis Łafazanowski
Ermis Łafazanowski, mac. Ермис Лафазановски (ur. 8 grudnia 1961 w Klużu-Napoce) – macedoński pisarz, historyk i krytyk literacki.
Posiada doktorat z filologii i pracuje w Instytucie Folkloru im. Marko Cepenkowa w Skopju. Jest członkiem Macedońskiego Stowarzyszenia Pisarzy oraz PEN Centre. W swoim dorobku posiada kilka zbiorów opowiadań i powieści, tłumaczonych ma różne języki. Ze względu na innowacyjne podejście do opowiadania historii, zdobył wiele nagród literackich. W 2001 roku został uhonorowany przez Macedońskie Stowarzyszenie Pisarzy nagrodą im. Stałe Popowa za powieść „Opisywacz”, za „Powieść o broni” otrzymał nagrodę „Mistrzów prozy” przyznawaną przez wydawnictwo Feniks oraz fundację „Macedonia dzisiaj” (mac. „Македонија презент”). W 2006 roku jego powieść pt. „Hrapeszko” była nominowana do nagrody Balkanika.

## Dzieła
- Połowa tęczy (mac. Половина божилак), 1992
- Tradycja, narracja, literatura (mac. Традиција, нарација, литература), 1996
- Arystokrata (mac. Благородник), 1997
- Kiedy w Skopju wynaleziono parasole (mac. Кога во Скопје ги беа измислиле чадорите), 1999
- Macedońskie legendy kosmogoniczne (mac. Македонските космогониски легенди), 2000
- Tekst i mentalność (mac. Текст и менталитет), 2000
- Opisywacz (mac. Опишувач), 2001
- Antropologiczne dialogi (mac. Анрополошки дијалози), 2002
- Powieść o broni (mac. Роман за Оружјето), 2003
- Hrapeszko (mac. Храпешко), 2007
- Niedziela (mac. Недела), 2010
- Historia ludzi, którzy umarli ze strachu (mac. Историја на луѓето кои умреа од страв), 2012